# Adam Brenk
Adam Piotr Brenk (ur. 8 maja 1995 w Gnieźnie) – polski koszykarz występujący na pozycjach rozgrywającego lub rzucającego obrońcy, obecnie zawodnik Wilki Morskie Szczecin.
11 czerwca 2021 został zawodnikiem MKS-u Dąbrowa Górnicza. 18 czerwca 2022 zawarł kolejną w karierze umowę z Wilki Morskie Szczecin.

## Osiągnięcia
Stan na 12 lipca 2022, na podstawie, o ile nie zaznaczono inaczej.
Drużynowe
- Wicemistrz Polski juniorów (2013)
- Brązowy medalista mistrzostw Polski:
  - juniorów starszych (2013, 2014)
  - juniorów (2012)

Reprezentacja
- Wicemistrz mistrzostw Europy U–18 dywizji B (2013)
- Brązowy medalista mistrzostw Europy:
  - U–20 (2014 – 9. miejsce)
  - U–16 (2011 – 14. miejsce)